# Chełmowski
Chełmowski – kaszubski herb szlachecki, znany z jedynej pieczęci.

## Opis herbu
Opis z wykorzystaniem zasad blazonowania, zaproponowanych przez Alfreda Znamierowskiego:
W polu strzała, nad którą figura przypominająca półksiężyc, nad którym dwie gwiazdy w pas. Barwy nieznane. Klejnot nieznany. Labry: brak.

## Najwcześniejsze wzmianki
Pieczęć Jakuba Chełmowskiego z 1570.

## Rodzina Chełmowski
Drobnoszlachecka rodzina, pochodząca z miejscowości Wielkie Chełmy i Małe Chełmy. Zachował się dokument z 21 grudnia 1377 nadający część Chełmów Więcławowi i jego bratankowi, zaś drugą część Łowiszowi. Rodzina prawdopodobnie pochodzi od tych rycerzy. Chełmowscy dziedziczyli też część wsi Czapiewice.

## Herbowni
Chełmowski. Oprócz herbu własnego, rodzina używała też herbów Leliwa i Ostoja. Pierwsze dwa herby z odmianami były reprezentowane dość licznie w okolicach Tucholi i Człuchowa. Rodziny te przyjmowały nazwiska odmiejscowe. Reprezentacja tego trzeciego była niewielka, ale skupiona w okolicach miejscowości Wielkie Chełmy – należeli do nich Chełmowscy z Czapiewic.